# Чіаурелі Михайло Отарович
Чіауре́лі Миха́йло Ота́рович (народився 16 червня 1943 у м. Тбілісі) — грузинський кінорежисер, сценарист.

## Біографія
Народився 16 червня 1943 у м. Тбілісі в Грузії.
У 1964 році закінчив Тбіліський сільськогосподарський інститут, факультет механізації. У 1971 завершив навчання у вечірньому відділенні Грузинської академії мистецтв.
У 1973 році Михайло Чіаурелі став асистентом режисера Державного Комітету з телебачення і радіомовлення Грузинськой РСР. У 1976 році став режисером на кіностудії "Грузія-фільм". Потім у 1977 році послідували дворічні вищі курси сценаристів і режисерів (ВКСР) при Держкіно СРСР.

## Фільмографія

### Режисер
- Рулон (1975 рік)
- Дівчина зі швацькою машинкою (1980 рік)
- Арена несамовитих (1986 рік)
- Я хрещений батько Пеле (1991 рік)

### Сценарист
- Арена несамовитих (1986 рік)
- Я хрещений батько Пеле (1991 рік)